# Tetragnatha javana
Tetragnatha javana är en spindelart som först beskrevs av Tord Tamerlan Teodor Thorell 1890.  Tetragnatha javana ingår i släktet sträckkäkspindlar, och familjen käkspindlar. Inga underarter finns listade i Catalogue of Life.